# Gustaf E. Ericson

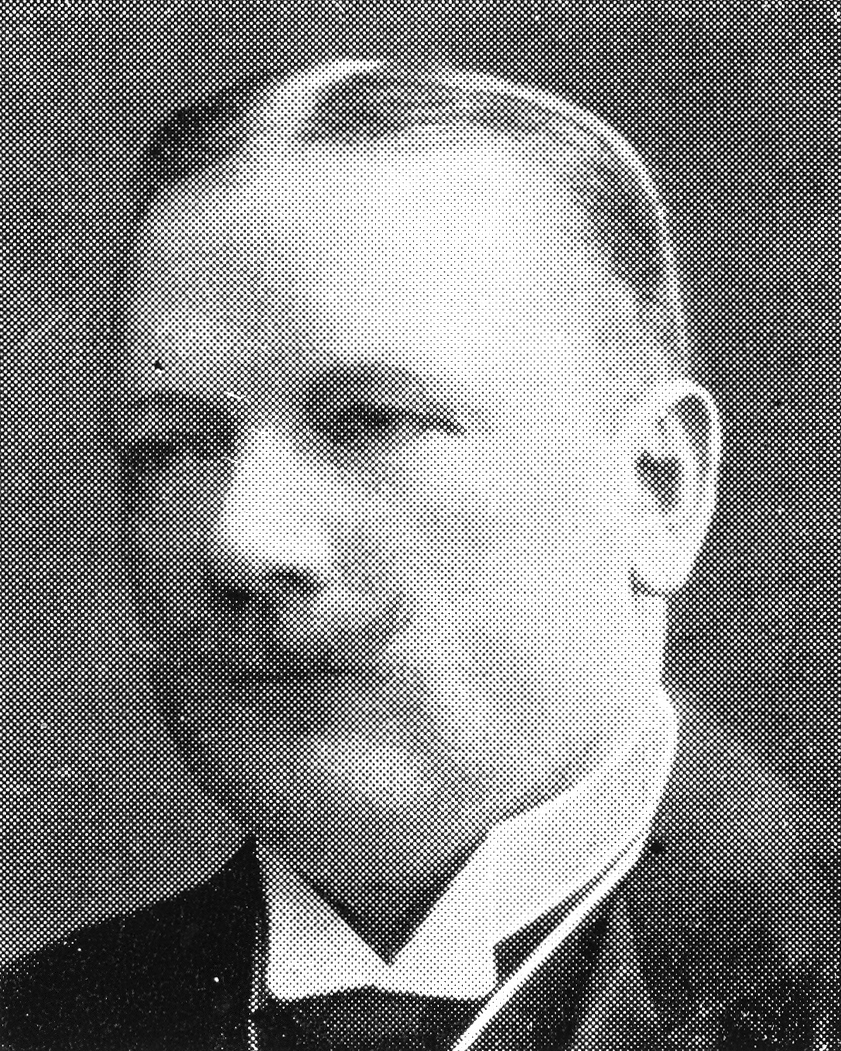
Gustaf E. Ericson.

Gustaf Eric Ericson, född 2 mars 1861 i Motala församling, död 17 april 1935 i Lunds stadsförsamling, var en svensk tidningsman. Han var redaktör vid och ägare av ett antal dagstidningar med konservativ inriktning och fungerade några år som Svenska Dagbladets chefredaktör.

## Karriär
Gustaf Ericson var bondson och efter några års studier i Uppsala blev han medarbetare vid Östgöta Correspondenten 1882–1884 och Aftonbladet 1884–1886, och förvärvade 1886 (troligen med hjälp av släktingar) Motala Posten, vars redaktör han var till 1893 då han övergick till Svenska Dagbladet, som han lämnade 1896. Därefter fortsatte sin tidningsmannabana med ett inhopp på Göteborgs Aftonblad 1896–1897 och sedan som utgivare av och redaktör för Helsingborgs-Posten Skåne-Halland 1897–1905, huvudredaktör för Vårt land 1904–1908, vd för Göteborgs Morgonpost 1911–1912 och 1913–1921 och redaktör för Lunds Dagblad 1923–1935 (ägare från 1911). Någon tid ägnade han sig också åt finansiell utredningsverksamhet.

## FrånMotala PostentillSvenska Dagbladet
Som Motala Postens utgivare och redaktör skapade Ericson sig ett namn som en av landsortspressens ivrigaste protektionister. Denna fråga ledde honom till ett missgrepp, då han påstod att Cobdenklubben i England finansierade frihandelspropagandan. Han blev åtalad, men frikändes av juryn. Som källa för sina uppgifter uppgav han det tyska utrikesdepartementet. De dokument som han utlovade publicerades aldrig och incidenten gjorde hans rykte skamfilat.
Erfarenhet, driftighet och protektionism var egenskaper som gjorde att Ericson 1893 utnämndes till redaktör för Svenska Dagbladet, som sackade efter i konkurrensen. Under hans tid märktes en ökad politisk aktivitet och efter en sänkning av priset ökade prenumerantstocken från 3 513 år 1895 till 5 171 året därpå. Den ekonomiska kräftgången var dock svår att vända. Han avgick 1896 efter ”principiell meningsskiljaktighet” mellan tidningens styrelse och honom ”rörande redaktionella förhållanden”.

## Tidningsmannagärning
Gustaf Ericsons ambitioner att bli en svensk tidningskung i stil med vad som vid denna tid sköt upp på olika håll i världen kom inte att infrias, då de tidningar som han ägde, administrerade och redigerade alla brottades med ekonomiska problem. Han försökte komma till rätta med dem genom en energisk och fördomsfri värvning av prenumeranter och annonser.
Ericson var erkänt energisk och ambitiös, men hans meningsfränder var inte odelat entusiastiska till hans journalistik. Han var av den mer robusta typen och hade föga förståelse för den esteticism och romantiska nationalism som hans företrädare utmärkts av. Om man hade överseende med att han inte var så kulturell och ståndsmässig som man var van vid var man mindre tilltalad av hans partipolitiska överdrifter och stundom hänsynslösa polemik.
Gustaf E. Ericson är begravd på Norra kyrkogården i Lund.